# Georges Bizet
Georges Bizet (Pariz, 25. listopada 1838. – Bougival, 3. lipnja 1875.), francuski skladatelj i pijanist romantičkog doba. Najbolje je poznat po svojoj operi Carmen.
Bizet je rođen u Parizu. Službeno ime mu je Alexandre-César-Léopold Bizet, ali je kršten kao Georges Bizet i uvijek je bio poznat po tom imenu. Kao čudo od djeteta, ušao je u Pariški glazbeni konzervatorij 14 dana prije svoga desetog rođendana.
1857. dijelio je nagradu ponuđenu od Jacquesa Offenbacha za postavljanje operete La docteur Miracle i osvojio je Prix de Rome, školarinu za obećavajuće umjetnike i glazbenike. U skladu s uvjetima školarine, studirao je u Rimu tri godine. Ondje je njegov talent počeo sazrijevati s njegovim djelima i operama kao što je opera Don Procopio.
Pored tog ostanka u Rimu, Bizet je živio na području Pariza cijeli svoj život.
Poslije svog boravka u Rimu, vratio se u Pariz gdje se je posvetio skladanju. Uskoro nakon njegovog povratka, umire mu majka. 1863. sklada operu Les pêcheurs de perles (Lovci na bisere) za kazalište Lyrique. Tijekom ovog razdoblja Bizet je također napisao La jolie fille de Perth, svoju poznatu L'arlésienne (napisana kao slučajnu glazbu za predstavu), i skladbu za glasovir Jeux d'enfants (Dječje igre). Također je napisao romantičnu operu Djamileh, koja je često viđena kao prethodnik Carmen. Bizetova prva simfonija, Simfonija u visokom C, napisana je u Pariškom konzervatoriju kad je Bizetu bilo samo 17 godina, kao školski zadatak. Čini se da ju je Bizet potpuno zaboravio, i otkrivena je tek 1935. u prašnjavim arhivima konzervatorijske knjižnice. Nakon svog prvog izvođenja, odmah je razglašena kao remek-djelo mladog autora.
Bizetovo najpoznatije djelo je opera Carmen iz 1875. koja je bazirana na noveli istog imena iz 1846. koju je napisao Prosper Mérimée. Prema utjecaju Giuseppea Verdija, skladao je glavnu ulogu u mezzosopranu. Carmen nije odmah postigla uspjeh, i Bizet je postao razočaran neuspjehom, ali pohvala je došla od Saint-Saënsa, Tchaikovskog i Debussya, koji su prepoznali njenu ljepotu. Njihova stajališta su bila proročanska, a publika je s vremenom učinila Carmen jednom od najpopularnijih opera u povijesti.
Bizet je dugo patio od angine pectoris, bolesti srca. Nije uspio uživati u slavi svoje opere Carmen. Samo nekoliko mjeseci nakon prvog izvođenja, na svoju šestu godišnjicu braka, u dobi od 36 godina, umro je od zatajenja srca. Pokopan na groblju Père Lachaise, u Parizu.

## Djela
Bizetova djela je Winton Dean objavio 1948. i kratica je WD.

### Scenska djela
- La maison du docteur, opéra comique u 1 činu, (H. Boisseaux; skladana 1855.; nije praizvedena)
- Le docteur Miracle, opereta u 1 činu, (L. Battu i Ludovic Halévy, prema Richardu Brinsleyu Sheridanu; skladana 1856.; praizvedena u Parizu, Bouffes-Parisiens, 9. travnja 1857.)
- Don Procopio, opéra bouffe u 2 čina, (C. Cambiaggio, prema L. Prividaliju; skladana 1858. – 59.; praizvedena u Monte Carlu, 10. ožujka 1906.)
- La prêtresse, opereta u 1 činu, (P. Gille; skladana 1861.; nije praizvedena)
- La guzla de l'émir, opéra comique, (Jules Barbier i Michel Carré, skladana 1862.; nije praizvedena)
- Ivan IV., opera u 5 činova, (F.-H. Leroy i H. Trianon; skladana 1862. – 65.; praizvedena u Württembergu, Mühringen Castle, 1946.)
- Les pêcheurs de perles, opera u 3 čina, (E. Cormon i M. Carré; skladana 1863.; praizvedena u Parizu, Théâtre Lyrique, 30. rujna 1863.)
- La jolie fille de Perth, opera u 4 čina, (J.-H. Vernoy de Saint-Georges i J. Adenis, prema Walteru Scottu; skladana 1866.; praizvedena u Parizu, Théâtre Lyrique, 26. prosinca 1867.)
- Marlbrough s'en va-t-en guerre, opereta u 4 čina, (P. Siraudin i W. Busnach; skladana 1867., samo 1. čin sačuvan; praizvedena u Parizu, Théâtre Athénée, 13. prosinca 1867.)
- La coupe du roi de Thulé, opera u 3 čina, (L. Gallet i E. Blau; skladana 1868. – 69., nakon Bizetove smrti je netko, imenom Dean, 1978., promijenio ovo djelo; praizvedena 12. srpnja 1955.)
- Clarisse Harlowe, opéra comique u 3 čina, (Gille i A. Jaime, prema S. Richardsonu; skladana 1870. – 71., nedovršena; nije praizvedena)
- Grisélidis, opéra comique u 1 činu, (Victorien Sardou; skladana 1870. – 71., nedovršena; nije praizvedena)
- Djamileh, opéra comique u 1 činu, (Alfred de Musset; skladana 1871.; praizvedena u Parizu, Opéra-Comique, 22. svibnja 1872.)
- Artežanka suita; scenska glazba u 3 čina, (Alphonse Daudet; skladana 1872.; praizvedena u Parizu, Théâtre Vaudeville, 1. listopada 1872.)
- Don Rodrigue, opera u 5 činova, (Gallet i Blau, prema G. de Castro y Bellvis; skladana 1872., nedovršena skica; nije praizvedena)
- Carmen, opera u 4 čina, (H. Meilhac i L. Halévy, prema Prosperu Mériméeu; skladana 1873. – 74.; praizvedena u Parizu, Opéra-Comique, 3. travnja 1875.)

### Djela za klavir
- Nocturne u F-Duru
- Varijacije chromatiques de concert (orkestrirao Felix Weingartner 1933.)
- Caprice u Cis-molu
- Caprice u C-duru
- Chasse Fantastique
- Romanca sans paroles u C-duru
- Thème brillant u C-duru
- Valcer u C-duru
- Trois Esquisses Musicales
- Grande Valse de Concert u Es-duru
- Marine
- Nocturne u D-duru
- Chants du Rhin
- Four Préludes

### Ostala djela
- Uvertira u A-duru
- Simfonija u C-duru, 1855.
- Simfonija u C-duru (Roma)
- Petite suita
- Uvertira Patrie
- Simfonijska oda "Vasco de Gama"
- Te Deum, 1858.